# Chvojnica (okres Myjava)
Chvojnica (Hongaars: Fenyvesd) is een Slowaakse gemeente in de regio Trenčín, en maakt deel uit van het district Myjava.
Chvojnica telt 375 inwoners.